# Rakousko na Zimních olympijských hrách 2010
Rakousko na Zimních olympijských hrách 2010 v Vancouveru reprezentovalo 75 sportovců, z toho 49 mužů a 26 žen. Nejmladším účastníkem byl Miriam Ziegler (15 let, 342 dní), nejstarším pak Katrin Gutensohn (43 let, 339 dní). Reprezentanti vybojovali 23 medailí, z toho 9 zlatých 8 stříbrných a 6 bronzových.

## Medailisté
| Medaile | Jméno                                                                   | Sport                | Disciplína                            |
| ------- | ----------------------------------------------------------------------- | -------------------- | ------------------------------------- |
| Zlato   | Andreas Linger Wolfgang Linger                                          | Saně                 | dvojice – muži                        |
| Zlato   | Andrea Fischbacherová                                                   | Alpské lyžování      | Super G – ženy                        |
| Zlato   | Wolfgang Loitzl Andreas Kofler Thomas Morgenstern Gregor Schlierenzauer | Skoky na lyžích      | družstvo mužů                         |
| Zlato   | Bernhard Gruber David Kreiner Felix Gottwald Mario Stecher              | Severská kombinace   | velký můstek/4 x 5 km – družstvo mužů |
| Stříbro | Christoph Sumann                                                        | Biatlon              | stíhací závod – muži                  |
| Stříbro | Nina Reithmeyer                                                         | Saně                 | jednotlivci – ženy                    |
| Stříbro | Andreas Matt                                                            | Akrobatické lyžování | ski cross – muži                      |
| Stříbro | Simon Eder Daniel Mesotitsch Dominik Landertinger Christoph Sumann      | Biatlon              | štafeta 4x7,5 km – muži               |
| Stříbro | Marlies Schildová                                                       | Alpské lyžování      | slalom - ženy                         |
| Stříbro | Benjamin Karl                                                           | Snowboarding         | paralelní obří slalom – muži          |
| Bronz   | Gregor Schlierenzauer                                                   | Skoky na lyžích      | střední můstek – K90                  |
| Bronz   | Elisabeth Görglová                                                      | Alpské lyžování      | sjezd – ženy                          |
| Bronz   | Gregor Schlierenzauer                                                   | Skoky na lyžích      | velký můstek – K120                   |
| Bronz   | Elisabeth Görglová                                                      | Alpské lyžování      | obří slalom – ženy                    |
| Bronz   | Bernhard Gruber                                                         | Severská kombinace   | velký můstek/10 km – muži             |
| Bronz   | Marion Kreinerová                                                       | Snowboarding         | paralelní obří slalom – ženy          |